# Max Huber (Priester)
Max Huber (* 9. Mai 1929 in Reisbach; † 11. Dezember 2020 in Passau) war ein deutscher römisch-katholischer Prälat, Domkapitular und Autor.

## Leben
Huber war Sohn eines Dorfpolizisten, der häufig versetzt wurde; die Familie zog 13 mal um. Im Krieg lebte die Familie vier Jahre in Polen. Das Kriegsende erlebte die Familie in Winterberg im Böhmerwald, von wo sie mit der deutschsprachigen Bevölkerung vertrieben wurde. Die Familie lebte zwei Jahre behelfsmäßig bei einer Tante auf dem Dachboden oder auf der Straße.
1947 erhielt der Vater in Kirchham einen neuen Dienstauftrag zum Aufbau einer Polizeistation. Dort feierte Max Huber nach seiner theologischen Ausbildung und seiner Priesterweihe am 29. Juni 1957 seine Primiz.
Nach Kaplansjahren in Isarhofen und Pfarrkirchen wurde er 1967 Pfarrer in der neu errichteten Pfarrei Passau-Grubweg (1967–1983). 1983 wurde er Domkapitular und Leiter des Bischöflichen Seelsorgeamtes in Passau. Im Jahr 2000 emeritiert, übernahm er noch bis 2009 die Polizeiseelsorge.
Huber war ein produktiver geistlicher Dichter und Autor. Er veröffentlichte 28 Bücher und wurde bekannt durch seine Evangeliumstexte in bairischer Mundart wie auch die Dialektbücher „Glaubn auf boarisch“ und „Wia Weihnachtn worn is“. Sein Buch „Antibigotterien und andere Rippenrempler“ dokumentiert 100 Aphorismen über den Glauben, die Theologie, die Kirche und Gesellschaft. Sein Buch „Bruder Konrad von Parzham“ fand überregionale Beachtung.

## Schriften (Auswahl)
- So sollt ihr beten. Thematische Gottesdienste. Pustet, Regensburg 1975, ISBN 978-3-7917-0432-6.
- Erstkommunion feiern. Gottesdienstmodelle. Herder, Freiburg im Breisgau 1984, ISBN 978-3-451-19336-1.
- zusammen mit Josef Fischer und Paul M. Zulehner: Sie werden mein Volk sein. Grundkurs gemeindlichen Glaubens. Patmos, Düsseldorf 1986, ISBN 978-3-491-72151-7.
- Severin und Riccabona. Zwei Gestalten an kirchengeschichtlicher Wende. Morsak, Grafenau 1988, ISBN 978-3-87553-308-8.
- Was für ein Gott. Wortgottesdienste und Predigten zum Jahr Gottes des Vaters. Herder, Freiburg im Breisgau 1999, ISBN 978-3-451-26787-1.
- Bruder Konrad von Parzham. In Gott verwurzelt – den Menschen nah. Pustet, Regensburg 2007, ISBN 3-7917-2060-0.
- Das Credo. Vom Kern und Stern unseres Glaubens. Grundkurs Christentum.  St. Benno, Leipzig 2009, ISBN 978-3-7462-2653-8.
- Wir brauchen Bräuche. Brauchtum im Kirchenjahr. Volkskultur kontra Mode und Folklore. Samples-Stecher, Grafenau 2016, ISBN 3-938401-14-1.
- Dein Reich komme. Wort-Gottes-Feiern zum Vaterunser. Pustet, Regensburg 2016, ISBN 3-7917-2827-X.
- Antibigotterien und andere Rippenrempler. Pustet, Regensburg 2018, ISBN 3-7917-3001-0.